# Дялу-Маре (Димбовіца)
Дялу-Маре (рум. Dealu Mare) — село у повіті Димбовіца в Румунії. Входить до складу комуни Бучумень.
Село розташоване на відстані 95 км на північний захід від Бухареста, 26 км на північ від Тирговіште, 56 км на південь від Брашова.

## Населення
За даними перепису населення 2002 року у селі проживали 1475 осіб, усі — румуни. Усі жителі села рідною мовою назвали румунську.